# Chór Akademicki Uniwersytetu Mikołaja Kopernika w Toruniu
Chór Akademicki Uniwersytetu Mikołaja Kopernika w Toruniu – chór uniwersytecki działający od 12 lutego 1979 roku w Toruniu pod patronatem J.M. Rektora UMK.

## Historia
Chór ten założony został z inicjatywy Bożeny Jankowskiej, wieloletniego dyrygenta i kierownika artystycznego zespołu. Tworzy go kilkudziesięcioosobowa grupa studentów i absolwentów UMK, oraz uczniów toruńskich szkół średnich i miłośników śpiewu nie związanych wcześniej z Uczelnią. Chór corocznie organizuje warsztaty muzyczne w Uczelnianym Ośrodku Szkoleniowym w Bachotku (dotychczas XI edycji), jak również w Rowach i Jastrzębiej Górze. Gościnnym konsultantem emisji głosu była prof. dr hab. Elżbieta Stengert (AM Poznań, UKW Bydgoszcz).

## Dyrygenci
Przez 25 lat Chór Akademicki UMK prowadzony był przez swego założyciela i dyrygenta Bożenę Jankowską, absolwentkę Państwowej Wyższej Szkoły Muzycznej w Warszawie w klasie fortepianu, kustosza zbiorów muzycznych Biblioteki UMK. Za swoją działalność 19 lutego 2008 roku została odznaczona przez Rektora Uniwersytetu Mikołaja Kopernika medalem Za zasługi położone dla rozwoju Uczelni.
Obecnie kierownikiem i dyrygentem Chóru jest dr hab. Arkadiusz Kaczyński, absolwent Wyższej Szkoły Pedagogicznej w Bydgoszczy (1994) oraz Akademii Muzycznej w Poznaniu (1999), a obecnie na stanowisku Profesora w Katedrze Dyrygentury Instytutu Edukacji Muzycznej Uniwersytetu Kazimierza Wielkiego w Bydgoszczy.

## Występy
W kwietniu 2005 roku Chór uczestniczył w koncercie „Noc Rosyjska” w Auli Politechniki Warszawskiej, na którym wspólnie z kilkoma warszawskimi chórami akademickimi i Polską Orkiestrą Radiową pod dyr. Łukasza Borowicza wykonano fragmenty z oper Borys Godunow M. Musorgskiego, Kniaź Igor A. Borodina oraz uwerturę Rok 1812 P. Czajkowskiego. Na zakończenie sezonu artystycznego 2005/06 Filharmonii Pomorskiej w Bydgoszczy, wspólnie z Chórami Singakademie Frankfurt n/Oder wykonał Carmina Burana C. Orffa pod dyr. Rudolfa Tierscha. Na inaugurację sezonu artystycznego 2006/7, Chór Akademicki zaproszony ponownie przez Filharmonię Pomorską 15 X 06, wspólnie z bratnim Chórem wydziałowym Tibi Domine, wykonał Wielką Mszę c-moll Mozarta w ramach koncertu Papieskiego pod dyr. Tadeusza Wicherka, za którą oba toruńskie zespoły zebrały pochlebne opinie bydgoskiej krytyki muzycznej. Chór został zaproszony również na obchody 1000-lecia miasta Oksford (Anglia) w ramach których wykonano dwukrotnie (31 VIII i 12 IX 2007 rok) Carmina Burana C. Orffa z Orkiestrą Symfoniczną z Leiden (Holandia) pod dyr. Johna Lubbocka.
12 kwietnia 2010 roku, występ Chóru we włocławskiej katedrze pod batutą Jerzego Maksymiuka, z udziałem Orkiestry Sinfonietta Cracovia, upamiętnił 70. rocznicę Zbrodni Katyńskiej oraz katastrofę prezydenckiego samolotu pod Smoleńskiem, wykonaniem Requiem Gabriela Fauré. 23 kwietnia wykonaniem Requiem d-moll KV 626 W.A. Mozarta, pod batutą Zygmunta Rycherta, w Filharmonii Pomorskiej w Bydgoszczy, oddał cześć ofiarom smoleńskiej katastrofy.
Chór wziął udział w odbywającym się w Bonn 13 Festiwalu Roberta Schumanna, w 200 rocznicę urodzin kompozytora. W kościele Św. Marii Magdaleny zaprezentował program składający się z utworów polskich od okresu średniowiecza aż po muzykę współczesną. Podczas Festiwalu Chór UMK wystąpił również wspólnie z zaprzyjaźnionym chórem Multi Kulti z Bonn, a także wykonał kilka festiwalowych utworów w kolońskiej Katedrze.
W ramach trwającego w dniach od 1 do 15 maja 2011 roku Festiwalu Muzyki i Sztuki Krajów Bałtyckich „Probaltica” w Toruniu, Chór Akademicki UMK wraz z Eljazz Big Band wystąpił na toruńskim rynku z wykonaniem kompilacji utworów pochodzących z trzech Sacred Concert Duke'a Ellington'a.

## Repertuar
Chór Akademicki jest obecny podczas każdej uroczystości uniwersyteckiej - inauguracji nowego Roku Akademickiego, uroczystości wręczania dyplomów absolwenckich, spotkań opłatkowych oraz noworocznych Senatu. Corocznie podczas Święta Uczelni, obchodzonego 19 lutego - w rocznicę urodzin M. Kopernika, chór uświetnia je koncertem. Współpracuje także z Fundacją Amicus Universitatis Nicolai Copernici, występując gościnnie podczas organizowanych przez Fundację okolicznościowych imprez.
W dorobku chóru jest kilkadziesiąt pozycji literatury chóralnej a cappella i wokalno – instrumentalnej w tym kilkanaście wielkich form wokalno-instrumentalnych:
- Msza h - moll - J.S. Bacha;
- Msza Koronacyjna, Wielka Msza c-moll, Requiem d-moll KV 626 - W.A. Mozarta;
- IX symfonia - L. van Beethovena;
- Requiem, Pavane, Cantique e Jean Racine - G. Fauré;
- Carmina Burana - C. Orffa;
- Misa criolla - A. Ramireza;
- Angelus, Bogurodzica, Exodus - W. Kilara;
- Requiem, Gloria i Magnificat (wersja kameralna i pełna orkiestrowa) – Johna Ruttera;
- Missa Gospel - Włodzimierza Szomańskiego;
- Sacred Concert - Duke Ellington'a

Również estradowe wykonania fragmentów dzieł scenicznych i oratoriów:
- J. F. Haendel – Alleluja z oratorium Mesjasz
- W.A. Mozart - Aria Sarastro i chór (Czarodziejski flet);
- Ch. Gounod - Aria Mefisto i chór (Faust);
- S. Moniuszko - Mazur (Straszny dwór);
- M. Musorgski (M. Mycopгcкий) – prolog (Borys Godunow);
- A. Borodin (A. Бородин) – recytatyw i pieśń Księcia Halickiego oraz Tańce połowieckie(Kniaź Igor);
- P. Czajkowski (П. Чaйкoвcкий) – uwertura uroczysta Rok 1812;
- G. Verdi - „Abbietta zingara”, „Vedi, le fosche notturne spoglie” (Trubadur), „Va pensiero” (Nabucco)[5].

## Współpraca artystyczna Chóru
W gronie współpracujących z chórem gościnnie dyrygentów są artyści polscy i zagraniczni: Łukasz Borowicz, Jerzy Salwarowski, Zygmunt Rychert, Marek Pijarowski, Jerzy Maksymiuk, Tadeusz Wicherek, Benedykt Odya, Aleksander Gref, Ruben Silva, Rudolf Tiersh, Maciej Sztor, Tadeusz Wojciechowski oraz Anna Mróz.
W latach 2005–2017 chór współpracował z:
- Toruńską Orkiestrą Symfoniczną;
- Płocką Orkiestrą Symfoniczną;
- Polską Orkiestrą Radiową w Warszawie;
- Orkiestrą Symfoniczną Filharmonii Pomorskiej w Bydgoszczy;
- Orkiestrą Sinfonietta Cracovia;
- Eljazz Big Band Józefa Eliasza z Bydgoszczy[6];
- Orkiestra Wojskowa w Bydgoszczy;
- Kujawsko-Pomorskie Stowarzyszenie 'Cantio'.

Z chórem współpracuje również Gdańska Grupa Perkusyjna Jeunesses Musicales (Piotr Sutt - kierownictwo muzyczne).
Współpracujące chóry partnerskie, to:
- Chór Alla Camera z Grudziądza (dyr. Anna Janosz-Olszowy);
- Chór Akademicki Politechniki Gdańskiej (dyr. Mariusz Mróz);
- Chór Wydziału Teologicznego UMK w Toruniu (dyr. Mariusz Klimek).

Stałymi współpracownikami dyrygenta są: dyrygent Izabela Szyma-Wysocka, doktor sztuk muzycznych w dyscyplinie artystycznej dyrygentura; pianista Michał Czaposki, toruński artysta, kompozytor i aranżer; Michał Hajduczenia, emisja głosu i korepetycje wokalne.
Prezesem Chóru od 2014 roku jest Paulina Olszewska-Janiak.
Prezesi z poprzednich lat:
- Maria Thiel (1979-84);
- Jacek Jagła (1981-82);
- Zbigniew Kozłowski (1984-88);
- Marek Sobolewski (1988-89);
- Ilona Lewandowska (1989-93);
- Andrzej Klim (1993-97);
- Dariusz Wyczółkowski (1997-99);
- Marcin Sobczyk (1999-2000,2001-02);;
- Bogna Baryła (2000-01);
- Michał Sztolsztener (2002-04);
- Monika Krajewska (2005-12);
- Michał Piotrowski (2012-14).

## Osiągnięcia
Chór w latach 2005-14 uczestniczył w międzynarodowych konkursach i festiwalach chóralnych:
- Akademická Banská Bystrica 2005 (Bańska Bystrzyca, Słowacja): Srebrny dyplom w kategorii chórów mieszanych;
- XVII Międzynarodowy Festiwal Muzyki Religijnej im. Ks. S. Ormińskiego w Rumi (2005 r.): III miejsce w kategorii A;
- Montreux Chorale Festiwal 2006 (Vevey – Montreux, Szwajcaria): wyróżnienie Excellent;
- LIII Certamen Internacional de Habaneras&Poliphonia 2007 (Torrevieja, Hiszpania);
- III International Choral Festival Musica Sacra Bratislava 2008[7] (Bratysława, Słowacja): Złoty medal w kategorii chórów mieszanych.
- 13. Bonner Schumannfest. Schumann trifft Chopin (Bonn, RFN)[8]

## Zagraniczne podróże koncertowe
- 1983 (26 III - 6 IV) RFN – Siegen, Bonn;
- 1986 (14 IV - 2 V) FRANCJA, RFN – Strassbourg, Lyon, Siegen Getynga Düsseldorf;
- 1987 (21 IV – 2 V) HOLANDIA, RFN – Utrecht, Haga, Almelo, Nijmegen, Aachen, Düsseldorf;
- 1988 (11 – 28 IX) HOLANDIA, RFN – Utrecht, Haga, Amsterdam, Nieuwegen, Breda, Arnhem, Venhuisen, Düsseldorf,Munster, Herten, Oldenburg, Bad Zwischenahn, Getynga;
- 1989 (6 – 16 IX) HOLANDIA, RFN – Oldenzaal, Almelo, Utrecht, Tilburg, Münster, Bonn;
- 1990 (23 VIII – 6 IX) ZSRR (ESTOŃSKA SRR, LITEWSKA SRR), FINLANDIA – Haanja, Võru, Tartu, Tallin,Helsinki, Hämeenlinna, Tampere, Troki, Wilno;
- 1991 (29 V – 2 VI) NIEMCY – Siegen, Kolonia;
- 1994 (9 - 20 IX) NIEMCY, FRANCJA – Siegen, Paryż, Angers, Savennières, Monachium;
- 1995 (2 – 13 IX) SZWAJCARIA, HISZPANIA, NIEMCY – Fryburg, Barcelona, Sant Boi de Llobregat, Montserrat Monachium;
- 1996 (30 VIII – 14 IX) WŁOCHY, WATYKAN, SARDYNIA – Padwa, Rzym, Oristano, Bartailli, Watykan, Piza, Wenecja;
- 1997 (29 VI - 16 VII) NIEMCY, PORTUGALIA – Siegen, Monachium, Figueira da Foz, Fatima, Coimbra, Madryt, Ávilla,Barcelona Monachium;
- 1998 (27 VI - 12 VII) WĘGRY, WŁOCHY,GRECJA – Budapeszt, Préveza, Wenecja, Igumenica;
- 1999 (VII) AUSTRIA, WŁOCHY – Spittal, Florencja, Siena, Rzym, San Marino;
- 2000 (15 – 24 VIII) SŁOWACJA – Warsztaty Muzyczne, Łazy pod Mykotą;
- 2001 (12 – 19 VII) BIAŁORUŚ, LITWA – Mohylew, Wilno;
- 2005 (2 VI – 6VI) SŁOWACJA – Bańska Bystrzyca;
- 2006 (17 – 23 IV) SZWAJCARIA – Montreux, Vevey, Lozanna;
- 2007 (20 – 29 VII) NIEMCY, FRANCJA, HISZPANIA, SZWAJCARIA – Sandberg, Strasburg, Avignon, Torrevieja, Murcia, Vevey;
- 2007 (25 VIII – 2 IX) ANGLIA – Oksford, Londyn;
- 2008 (21 – 26 V) SŁOWACJA, AUSTRIA – Bratysława, Wiedeń;
- 2009 (14 – 18 IV) SZWAJCARIA – Montreux, Vevey, Genewa;
- 2010 (28 X - 2 XI) NIEMCY – Kolonia, Bonn;
- 2012 (4 X - 7 X) WŁOCHY – Rimini, San Marino;
- 2013 (17 V - 21 V) FRANCJA – Belfort;
- 2014 (19 - 29 VII) TURCJA – Stambuł;
- 2016 (21 - 27 V) FRANCJA – Paryż, Angers;
- 2017 (1 - 7 VI) FRANCJA – Belfort.